# Juan Antonio González Crespo
Juan González Crespo (Montevideo, 27 de maig de 1972) és un exfutbolista professional uruguaià, que jugava com a davanter.
Va militar a les lligues del seu país i a la lliga espanyola, destaca sobretot la campanya 97/98, quan va jugar 37 partits amb el Reial Oviedo, marcant 9 gols. Com a internacional, va jugar quatre partits amb la selecció de futbol de l'Uruguai.